# Bugarija
Bugarija je tradicijsko hrvatsko[nedostaje izvor] narodno glazbalo sa žicama. Slična je gitari i ima 4, 5 ili 6 žica. 
Tipično je glazbalo za pratnju akordima, pa stoga najčešće kontrira berdi, odnosno basu. Zavisno od veličine i ugodbe, zvuk bugarije je katkada "viši" od zvuka gitare.
Bugarija je nešto duža od ostalih joj srodnih tambura, među kojima najviše sliči E-Braču od kojega je nešto veća. Ukupna dužina bugarije iznosi 1020 – 1040 mm. Dužina rezonantnog tijela je 466 – 490 mm. Na najširem dijelu rezonanatno tijelo je 350 – 384 mm a visoko 83 – 86 mm.
Najčešće se izrađuje od javora, jasena ili vrbe.

## Vanjske poveznice
- Tambura  Arhivirana inačica izvorne stranice od 24. svibnja 2013. (Wayback Machine)